# Dichelacera bolviensis
Dichelacera bolviensis är en tvåvingeart som först beskrevs av Juan Brèthes 1910.  Dichelacera bolviensis ingår i släktet Dichelacera och familjen bromsar. Inga underarter finns listade i Catalogue of Life.